# Ranking da Federação Internacional de Voleibol
O Ranking da Federação Internacional de Voleibol (FIVB) é um sistema de classificação para seleções masculinas e femininas de voleibol. As equipes dos países membros da FIVB, órgão regulador mundial do voleibol, são classificadas com base nos resultados dos jogos, com as equipes mais bem-sucedidas sendo classificadas em primeiro lugar. É utilizado um sistema de pontos, com pontos atribuídos com base nos resultados de todas as partidas internacionais completas reconhecidas pela FIVB. As classificações são utilizadas em competições internacionais para definir as equipes participantes, as cabeças-de-chave e distribuição pelos grupos. Procedimentos específicos para distribuição e agrupamento são estabelecidos pela FIVB de acordo com cada competição, mas o método normalmente empregado é o sistema serpentina.
O ranking foi reformulado em 2020, após às críticas de que o método de cálculo anterior não refletia eficazmente os pontos fortes relativos das seleções nacionais. A versão antiga do sistema de classificação foi utilizada pela última vez em 31 de janeiro de 2020.

## Ranking adulto
| Ranking masculino em 3 de agosto de 2025 (top 30) |                |        |              |
| Pos.                                              | Equipe         | Pontos | Confederação |
| 1                                                 | Polônia        | 400,14 | CEV          |
| 2                                                 | Itália         | 368,02 | CEV          |
| 3                                                 | Brasil         | 356,43 | CSV          |
| 4                                                 | França         | 353,60 | CEV          |
| 5                                                 | Japão          | 331,08 | AVC          |
| 6                                                 | Estados Unidos | 319,50 | NORCECA      |
| 7                                                 | Eslovênia      | 315,98 | CEV          |
| 8                                                 | Alemanha       | 264,34 | CEV          |
| 9                                                 | Argentina      | 262,20 | CSV          |
| 10                                                | Cuba           | 260,69 | NORCECA      |
| 11                                                | Canadá         | 253,87 | NORCECA      |
| 12                                                | Sérvia         | 229,67 | CEV          |
| 13                                                | Irã            | 222,91 | AVC          |
| 14                                                | Ucrânia        | 218,86 | CEV          |
| 15                                                | Bulgária       | 202,90 | CEV          |
| 16                                                | Turquia        | 184,84 | CEV          |
| 17                                                | Bélgica        | 183,24 | CEV          |
| 18                                                | Finlândia      | 178,94 | CEV          |
| 19                                                | Países Baixos  | 166,79 | CEV          |
| 20                                                | Catar          | 166,45 | AVC          |
| 21                                                | Romênia        | 163,48 | CEV          |
| 22                                                | Chéquia        | 158,73 | CEV          |
| 23                                                | Egito          | 156,94 | CAVB         |
| 24                                                | Porto Rico     | 148,64 | NORCECA      |
| 25                                                | China          | 146,83 | AVC          |
| 26                                                | Coreia do Sul  | 136,81 | AVC          |
| 27                                                | Portugal       | 135,33 | CEV          |
| 28                                                | Chile          | 134,04 | CSV          |
| 29                                                | Grécia         | 129,12 | CEV          |
| 30                                                | Espanha        | 125,98 | CEV          |

| Ranking feminino em 27 de julho de 2025 (top 30) |                      |        |              |
| Pos.                                             | Equipe               | Pontos | Confederação |
| 1                                                | Itália               | 474,26 | CEV          |
| 2                                                | Brasil               | 426,80 | CSV          |
| 3                                                | Polônia              | 365,17 | CEV          |
| 4                                                | China                | 348,60 | AVC          |
| 5                                                | Japão                | 348,27 | AVC          |
| 6                                                | Turquia              | 337,60 | CEV          |
| 7                                                | Estados Unidos       | 332,77 | NORCECA      |
| 8                                                | Países Baixos        | 262,75 | CEV          |
| 9                                                | Sérvia               | 261,84 | CEV          |
| 10                                               | Alemanha             | 252,03 | CEV          |
| 11                                               | República Dominicana | 248,35 | NORCECA      |
| 12                                               | Canadá               | 238,63 | NORCECA      |
| 13                                               | Chéquia              | 205,94 | CEV          |
| 14                                               | França               | 192,72 | CEV          |
| 15                                               | Ucrânia              | 192,10 | CEV          |
| 16                                               | Porto Rico           | 190,09 | NORCECA      |
| 17                                               | Argentina            | 189,05 | CSV          |
| 18                                               | Bélgica              | 188,78 | CEV          |
| 19                                               | Bulgária             | 163,03 | CEV          |
| 20                                               | Tailândia            | 160,42 | AVC          |
| 21                                               | Colômbia             | 152,37 | CSV          |
| 22                                               | Quênia               | 152,15 | CAVB         |
| 23                                               | Suécia               | 149,09 | CEV          |
| 24                                               | Cuba                 | 145,17 | NORCECA      |
| 25                                               | México               | 144,83 | NORCECA      |
| 26                                               | Eslovênia            | 142,69 | CEV          |
| 27                                               | Vietnã               | 141,21 | AVC          |
| 28                                               | Romênia              | 140,82 | CEV          |
| 29                                               | Eslováquia           | 128,54 | CEV          |
| 30                                               | Hungria              | 124,45 | CEV          |

## Rankings juniores

### Sub-21
| Ranking masculino em 4 de novembro de 2024 (top 15) |                |        |              |
| Pos.                                                | Equipe         | Pontos | Confederação |
| 1                                                   | Irã            | 130    | AVC          |
| 2                                                   | Bulgária       | 106    | CEV          |
| 3                                                   | Itália         | 103    | CEV          |
| 4                                                   | Argentina      | 92     | CSV          |
| 5                                                   | Brasil         | 80     | CSV          |
| 6                                                   | Polônia        | 65     | CEV          |
| 7                                                   | Egito          | 51     | CAVB         |
| 8                                                   | Canadá         | 44     | NORCECA      |
| 9                                                   | Estados Unidos | 43     | NORCECA      |
| 10                                                  | Bélgica        | 42     | CEV          |
| 10                                                  | Chéquia        | 42     | CEV          |
| 12                                                  | Tunísia        | 40     | CAVB         |
| 13                                                  | Tailândia      | 30     | AVC          |
| 13                                                  | França         | 30     | CEV          |
| 15                                                  | México         | 26     | NORCECA      |
| 15                                                  | Coreia do Sul  | 26     | AVC          |
| 15                                                  | Colômbia       | 26     | CSV          |

| Ranking feminino em 30 de setembro de 2024 (top 15) |                      |        |              |
| Pos.                                                | Equipe               | Pontos | Confederação |
| 1                                                   | China                | 130    | AVC          |
| 2                                                   | Itália               | 116    | CEV          |
| 3                                                   | Brasil               | 110    | CSV          |
| 4                                                   | Japão                | 96     | AVC          |
| 5                                                   | Turquia              | 90     | CEV          |
| 6                                                   | Estados Unidos       | 80     | NORCECA      |
| 7                                                   | Argentina            | 51     | CSV          |
| 8                                                   | Sérvia               | 45     | CEV          |
| 9                                                   | México               | 44     | NORCECA      |
| 10                                                  | Tunísia              | 40     | CAVB         |
| 11                                                  | Egito                | 39     | CAVB         |
| 12                                                  | Polônia              | 36     | CEV          |
| 13                                                  | República Dominicana | 34     | NORCECA      |
| 14                                                  | Tailândia            | 29     | AVC          |
| 15                                                  | Porto Rico           | 26     | NORCECA      |

### Sub-19
| Ranking masculino em 8 de agosto de 2025 (top 15) |                |        |              |
| Pos.                                              | Equipe         | Pontos | Confederação |
| 1                                                 | França         | 130    | CEV          |
| 2                                                 | Polônia        | 112    | CEV          |
| 3                                                 | Espanha        | 98     | CEV          |
| 4                                                 | Irã            | 96     | AVC          |
| 5                                                 | Itália         | 86     | CEV          |
| 6                                                 | China          | 55     | AVC          |
| 7                                                 | Finlândia      | 54     | CEV          |
| 8                                                 | Bulgária       | 53     | CEV          |
| 9                                                 | Brasil         | 46     | CSV          |
| 10                                                | Argentina      | 45     | CSV          |
| 11                                                | Estados Unidos | 41     | NORCECA      |
| 12                                                | Paquistão      | 35     | AVC          |
| 13                                                | Tunísia        | 34     | CAVB         |
| 13                                                | Cuba           | 34     | NORCECA      |
| 15                                                | Coreia do Sul  | 30     | AVC          |
| 15                                                | Egito          | 30     | CAVB         |

| Ranking feminino em 15 de julho de 2025 (top 15) |                |        |              |
| Pos.                                             | Equipe         | Pontos | Confederação |
| 1                                                | Bulgária       | 130    | CEV          |
| 2                                                | Estados Unidos | 120    | NORCECA      |
| 3                                                | Polônia        | 98     | CEV          |
| 4                                                | Itália         | 82     | CEV          |
| 5                                                | China          | 80     | AVC          |
| 6                                                | Turquia        | 73     | CEV          |
| 7                                                | Japão          | 66     | AVC          |
| 8                                                | Brasil         | 60     | CSV          |
| 9                                                | Argentina      | 46     | CSV          |
| 10                                               | Taipé Chinês   | 40     | AVC          |
| 11                                               | Bélgica        | 38     | CEV          |
| 12                                               | Tunísia        | 34     | CAVB         |
| 13                                               | Canadá         | 33     | NORCECA      |
| 13                                               | México         | 33     | NORCECA      |
| 15                                               | Tailândia      | 31     | AVC          |

### Sub-17
| Ranking masculino em 26 de agosto de 2024 (top 15) |              |        |              |
| Pos.                                               | Equipe       | Pontos | Confederação |
| 1                                                  | Itália       | 130    | CEV          |
| 2                                                  | Argentina    | 116    | CSV          |
| 3                                                  | Taipé Chinês | 102    | AVC          |
| 4                                                  | Espanha      | 92     | CEV          |
| 5                                                  | Irã          | 90     | AVC          |
| 6                                                  | Egito        | 70     | CAVB         |
| 7                                                  | Bélgica      | 68     | CEV          |
| 8                                                  | Brasil       | 60     | CSV          |
| 9                                                  | Bulgária     | 51     | CEV          |
| 10                                                 | Líbia        | 44     | CAVB         |
| 11                                                 | Cuba         | 42     | NORCECA      |
| 12                                                 | México       | 41     | NORCECA      |
| 12                                                 | Porto Rico   | 41     | NORCECA      |
| 14                                                 | Uzbequistão  | 36     | AVC          |
| 15                                                 | Tunísia      | 35     | CAVB         |

| Ranking feminino em 26 de agosto de 2024 (top 15) |                      |        |              |
| Pos.                                              | Equipe               | Pontos | Confederação |
| 1                                                 | China                | 126    | AVC          |
| 2                                                 | Japão                | 120    | AVC          |
| 3                                                 | Itália               | 110    | CEV          |
| 4                                                 | Taipé Chinês         | 92     | AVC          |
| 5                                                 | Brasil               | 86     | CSV          |
| 6                                                 | Peru                 | 72     | CSV          |
| 7                                                 | Turquia              | 66     | CEV          |
| 8                                                 | México               | 60     | NORCECA      |
| 9                                                 | Porto Rico           | 51     | NORCECA      |
| 10                                                | Argentina            | 50     | CSV          |
| 11                                                | Egito                | 42     | CAVB         |
| 12                                                | Croácia              | 37     | CEV          |
| 13                                                | Tailândia            | 36     | AVC          |
| 14                                                | Canadá               | 35     | NORCECA      |
| 15                                                | República Dominicana | 29     | NORCECA      |